# الحيد (الدوادمي)
الحيد، هي قرية من فئة (أ) تقع في محافظة الدوادمي، والتابعة لمنطقة الرياض في السعودية. وتبعد الحيد عن محافظة الدوادمي بمسافة تقارب (93) كم.

## نبذة
من أقدم الهجر التي تأسست في عهد المؤسس الملك عبدالعزيز يرحمه الله هجرة الحيد ، وأول هجرة تأسست بالجمش شمال الدوادمي سنة 1343 ه لأسرة المحيا واستوطن معهم بعض القبائل من عتيبة

## مسجد الحيد التراثي
- تأسيسه

تأسست في عهد المؤسس الملك عبد العزيز، حيث أمر الملك المؤسس ببناء جامع الحيد في نفس عام التأسيس، وتعيين قاض وإمام للجامع يعلم أبناء الهجرة والبادية العلوم الشرعية والقراءة والكتابة،
- تكوينه

الجامع تم بناؤه من الطين والأحجار التي جمعت من سناف الحيد القريب من الهجرة، وغطي الجامع بخشب الأثل الذي تم جلبه من بلدة الشعراء، ويبلغ طوله أكثر من ثلاثين متراً وبداخله سبع وعشرون سارية واحدة عند المنبر وثلاث عشرة في الوسط ومثلها في الخلف.
السواري تم بناؤها من الحجر الخالص على شكل دائرة ويرتكز عليها السطح بواسطة أحجار طولها متساو ويبلغ المتر تقريبا.
ولحوائطه منظر أجمل تمت تغطية الأحجار بالجبس، منظر هذه السواري جميل وكيفية بنائها أجمل وتحتفظ بشكلها ولم تندثر، الجامع يحتفظ بشكله العام مع اندثار بسيط في أجزاء السطح وبعض الحوائط المبنية من الطين، وهذا يدل على الطراز المعماري متميز ويذكر الأجيال بتراث وأمجاد الوطن والأجداد في عهد الملك المؤسس عبد العزيز بن عبد الرحمن آل سعود 